# Čermná u Staňkova

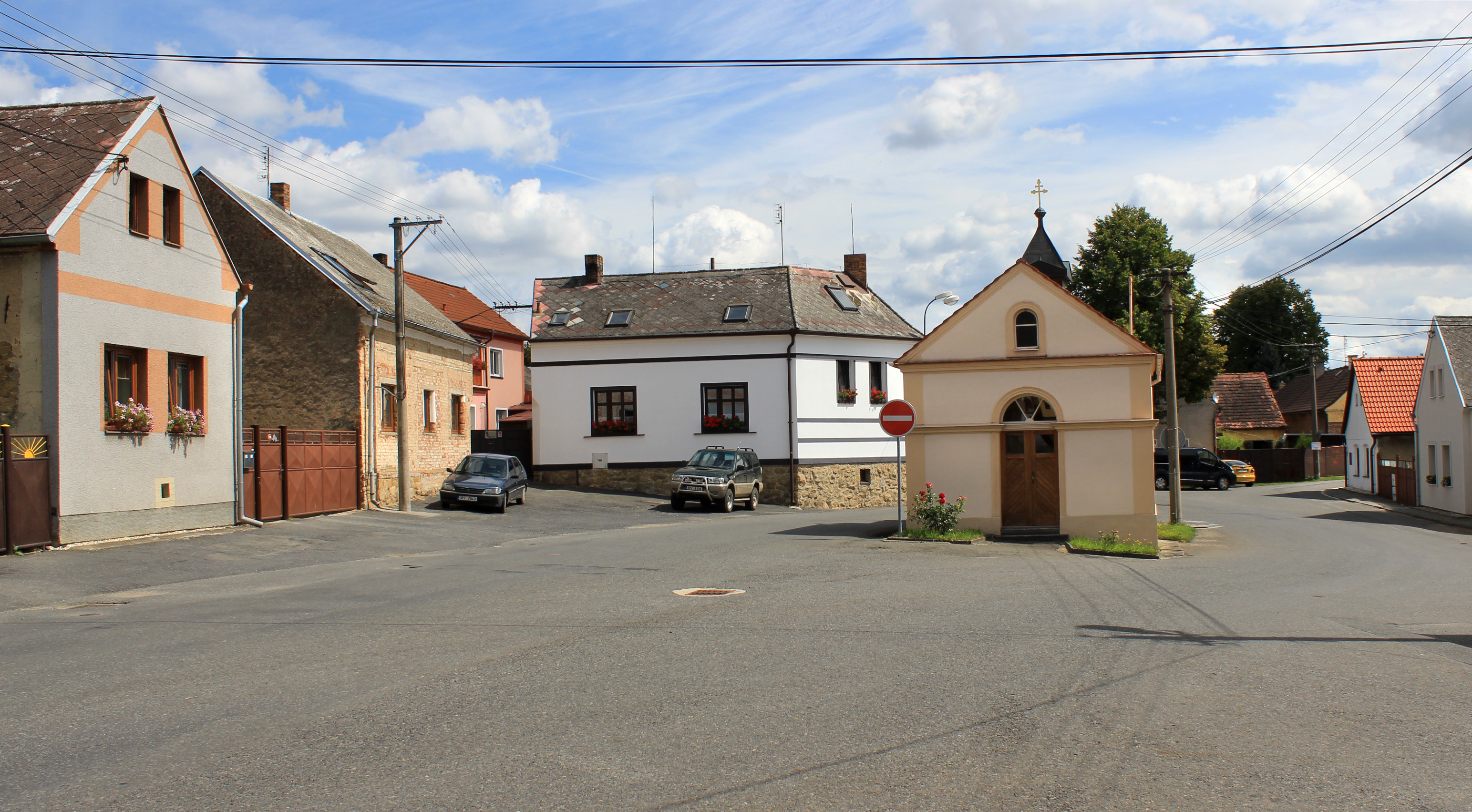
Dorfplatz

Čermná (deutsch Tschirm) ist eine Gemeinde im Okres Domažlice in Tschechien.

## Geographie
Die Nachbarorte sind Staňkov (Stankau) mit dem Ortsteil Krchleby (Stirchlowa) im Norden, Poděvousy (Podiefuss) im Osten, Hlohovčice (Lohowtschitz) im Süden und Hlohová (Lohowa) im Westen.

## Geschichte
Der Ort wurde erstmals 1233 urkundlich erwähnt.
Sehenswert ist die Kapelle der Heiligen Johannes und Paul (sv. Jana a Pavla) aus dem Jahr 1897, welche 2001 renoviert wurde.

## Verkehr
Čermná liegt an einer Nebenstraße, welche bei Hlohová von der Straße 185 abzweigt und in östlicher Richtung nach zwei Kilometer auf die Straße 183 bei Poděvousy führt.
Es befindet sich eine Bushaltestelle in der Ortsmitte und eine weitere am Abzweig bei Poděvousy.